# Carla Lupi
Carla Gaspar Branco, mais conhecida por Carla Lupi (Angola, 3 de setembro de 1965 - Lisboa, 31 de julho de 2012), foi uma atriz portuguesa.

## Biografia
Foi com apenas 19 anos, em 1984, que se estreou na série Ponto e Vírgula, da RTP. Fez inúmeras peças de teatro e passou a paixão pela representação à filha, Sara Norte.
Carla Lupi foi casada com o actor Vítor Norte, com quem teve dois filhos: Sara Norte e Diogo Norte.
Mais tarde, reencontrou o amor ao lado de João Ricardo e voltou a ser mãe, desta vez de uma menina chamada Beatriz, que morreu em 2020, com apenas 14 anos, depois de uma longa batalha contra a leucemia.
A sua carreira estava parada nos últimos quatro anos de vida, desde que fez uma participação especial em Chiquititas, da SIC.
Em janeiro de 2011, a atriz anunciou que tinha cancro nos pulmões, falecendo na madrugada de 31 de julho de 2012, devido à doença.

## Filmografia

### Televisão
- Ponto e Vírgula RTP 1984 várias personagens
- Cinzas RTP 1992 enfermeira
- Telhados de Vidro TVI 1993 Henriqueta Vieira (em jovem)
- A Banqueira do Povo RTP 1993 enfermeira
- Na Paz dos Anjos RTP 1994 funcionária do banco
- Terra Mãe RTP 1997/1998 Cristina
- Os Lobos RTP 1998 assistente social
- Esquadra de Polícia RTP 1998 mulher de Rogério
- Diário de Maria RTP 1999 Teresa Soares
- Médico de Família SIC 1999 mãe de Jorge
- Uma Aventura SIC 2000 mãe das gémeas
- Crianças S.O.S TVI 2000 mãe de Marta
- Segredo de Justiça RTP 2001 Rute
- O Crime... RTP 2001 Antónia
- Anjo Selvagem TVI 2001 Manuela
- Filha do Mar TVI 2001/2002 Fátima Abreu
- Bairro da Fonte SIC 2002
- Tudo Por Amor TVI 2002/2003 Dora
- Chiquititas SIC 2008 Sandra

### Cinema
- Rosa em Os Imortais, de António Pedro Vasconcelos, 2003
- Agente Turística em Terra Estrangeira, de Walter Salles e Daniela Thomas, 1995
- Enfermeira em Aqui na Terra, de João Botelho, 1992
- Mariana em No Dia dos Meus Anos, de João Botelho, 1991
- Malvadez, de Luís Alvarães, 1989

### Direcção de Elenco Juvenil
- Série Uma Aventura, SIC 2000
- Longa metragem Jaime, de António Pedro Vasconcelos, 1999
- Série Médico de Família (série), SIC 1998-1999
- Telefilme Fátima, de Fabrizio Costa, 1997